# NGC 1459
NGC 1459 est une galaxie spirale barrée située dans la constellation du Fourneau.  NGC 1459 a été découverte par l'astronome américain Ormond Stone en 1886.

## Caractéristiques
Sa vitesse par rapport au fond diffus cosmologique est de 4 065 ± 8 km/s, ce qui correspond à une distance de Hubble de 60,0 ± 4,2 Mpc (∼196 millions d'al).
À ce jour, 13 mesures non basées sur le décalage vers le rouge (redshift) donnent une distance de 50,277 ± 6,298 Mpc (∼164 millions d'al), ce qui est à l'intérieur des valeurs de la distance de Hubble. Notons cependant que c'est avec la valeur moyenne des mesures indépendantes, lorsqu'elles existent, que la base de données NASA/IPAC calcule le diamètre d'une galaxie et qu'en conséquence le diamètre de NGC 1459 pourrait être d'environ 41,9 kpc (∼137 000 al) si on utilisait la distance de Hubble pour le calculer. 
La classe de luminosité de NGC 1459 est II-III et elle présente une large raie HI. Elle renferme également des régions d'hydrogène ionisé.